# ذخیره‌گاه طبیعی سیبری مرکزی
ذخیره‌گاه طبیعی سیبری مرکزی (روسی: Центрально-Сибирский заповедник) یک ذخیره‌گاه طبیعی در روسیه است که با مساحت حفاظت‌شده بیش از ۱ میلیون هکتار، یکی از بزرگ‌ترین ذخیره‌گاه‌های جنگلی در دنیاست. این ذخیره‌گاه در میانه دره رود ینی‌سئی و پایین‌دست رودهای باختا و پودکامنایا تونگوسکا در فلات سیبری مرکزی قرار دارد. این ذخیره‌گاه کرانه‌های دو سمت رود ینی‌سئی را به عرض بیش از ۶۰ کیلومتر می‌پوشاند و از نظر تقسیمات کشوری در سرزمین کراسنویارسک قرار دارد.

## جغرافیا

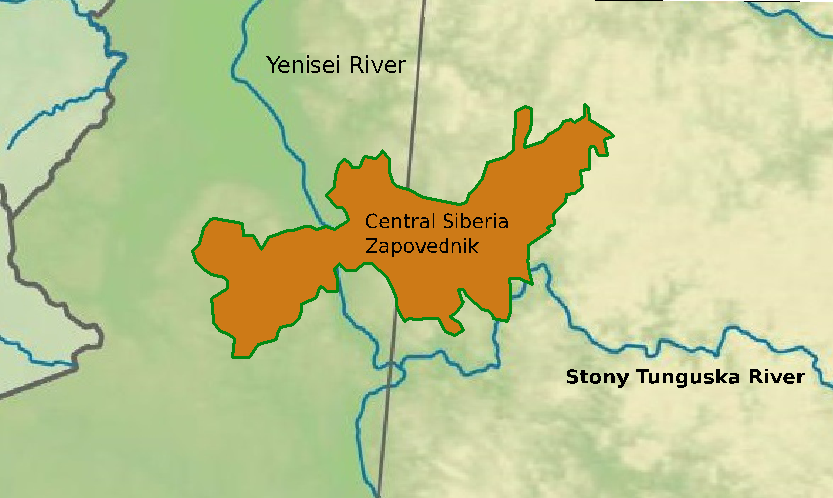
محدوده ذخیره‌گاه سیبری مرکزی

حدود ۸۰٪ از مساحت ذخیره‌گاه سیبری مرکزی با جنگل‌های تایگا پوشیده شده و ۲۰٪ مابقی را دشت سیلابی رود ینی‌سئی، چمن‌زار و تالاب پوشانده‌است. این ذخیره‌گاه در امتداد حاشیه شمالی کمربند تایگا و بر روی تپه‌های کم‌ارتفاع غرب فلات سیبری مرکزی قرار گرفته‌است. این ذخیره‌گاه طبیعی هر دو سمت رود ینی‌سئی را پوشانده و به موازات رود پودکامنایا تونگوسکا به‌سمت جنوب امتداد می‌یابد.

## آب‌وهوا و بوم‌شناسی
ذخیره‌گاه طبیعی سیبری مرکزی در بوم‌ناحیه تایگای سیبری شرقی واقع شده که منطقه طبیعی وسیعی میان رودهای ینی‌سئی و لنا است. مرز شمالی این ذخیره‌گاه به مدار شمالگان و مرز جنوبی آن به مدار ۵۲ درجه شمالی می‌رسد.
آب‌وهوای ذخیره‌گاه سیبری مرکزی بر پایه سامانه طبقه‌بندی اقلیمی کوپن از نوع اقلیم زیرشمالگانی (Dfc) است. تابستان‌های ملایم (فقط ۱ تا ۳ ماه دمای بالاتر از ۱۰ درجه سلسیوس (۵۰٫۰ درجه فارنهایت)) و زمستان‌های سرد و برفی (دمای سردترین ماه کمتر از −۳ درجه سلسیوس (۲۶٫۶ درجه فارنهایت)) از ویژگی‌های آب‌وهوای این منطقه است.